# Merlia lipoclavidisca
Merlia lipoclavidisca är en svampdjursart som beskrevs av Jean Vacelet och Uriz 1991. Merlia lipoclavidisca ingår i släktet Merlia och familjen Merliidae. Inga underarter finns listade i Catalogue of Life.